# 平久保半島

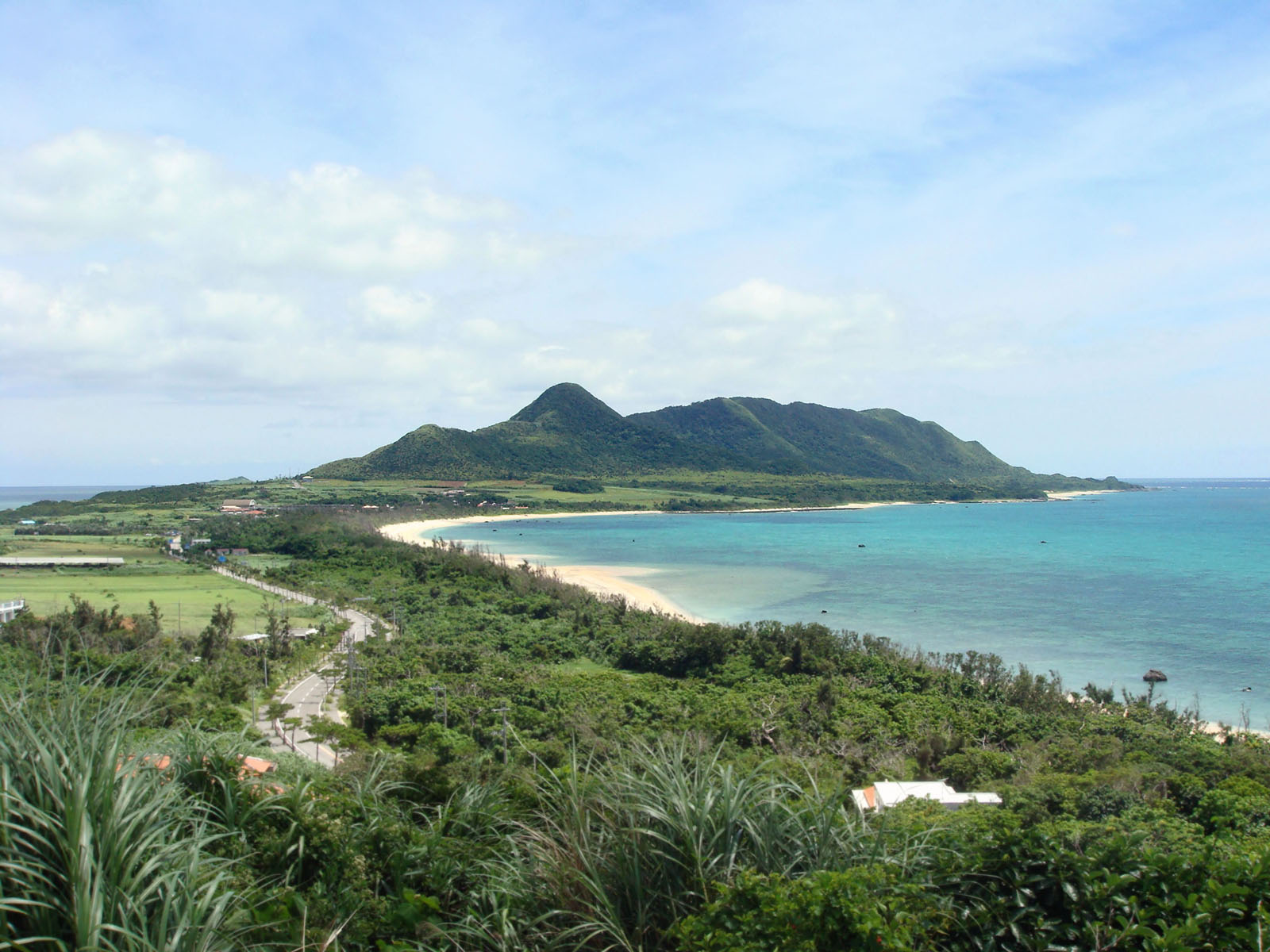
玉取崎展望台から平久保半島を望む

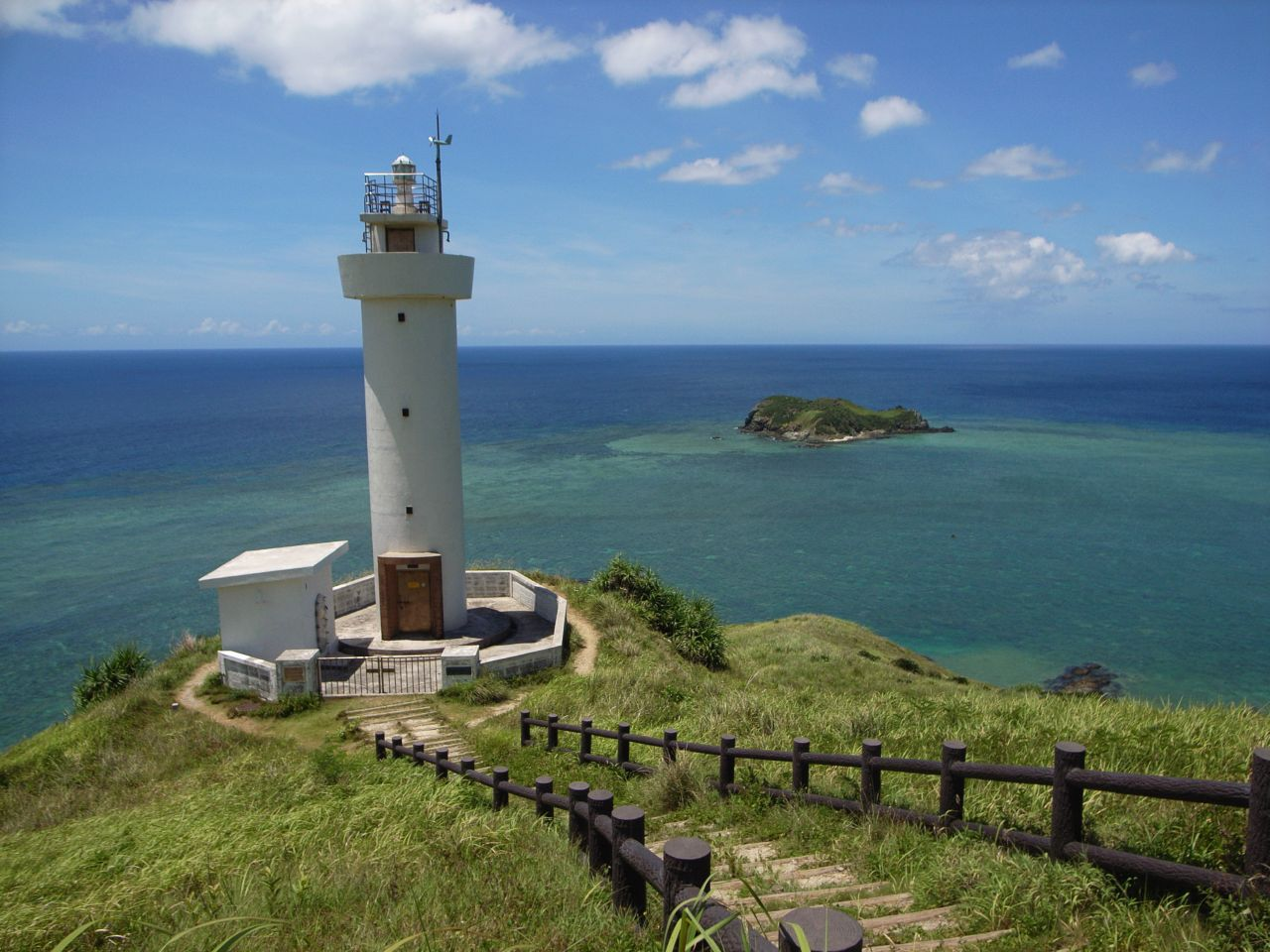
平久保半島の北端、平久保崎にある平久保埼灯台

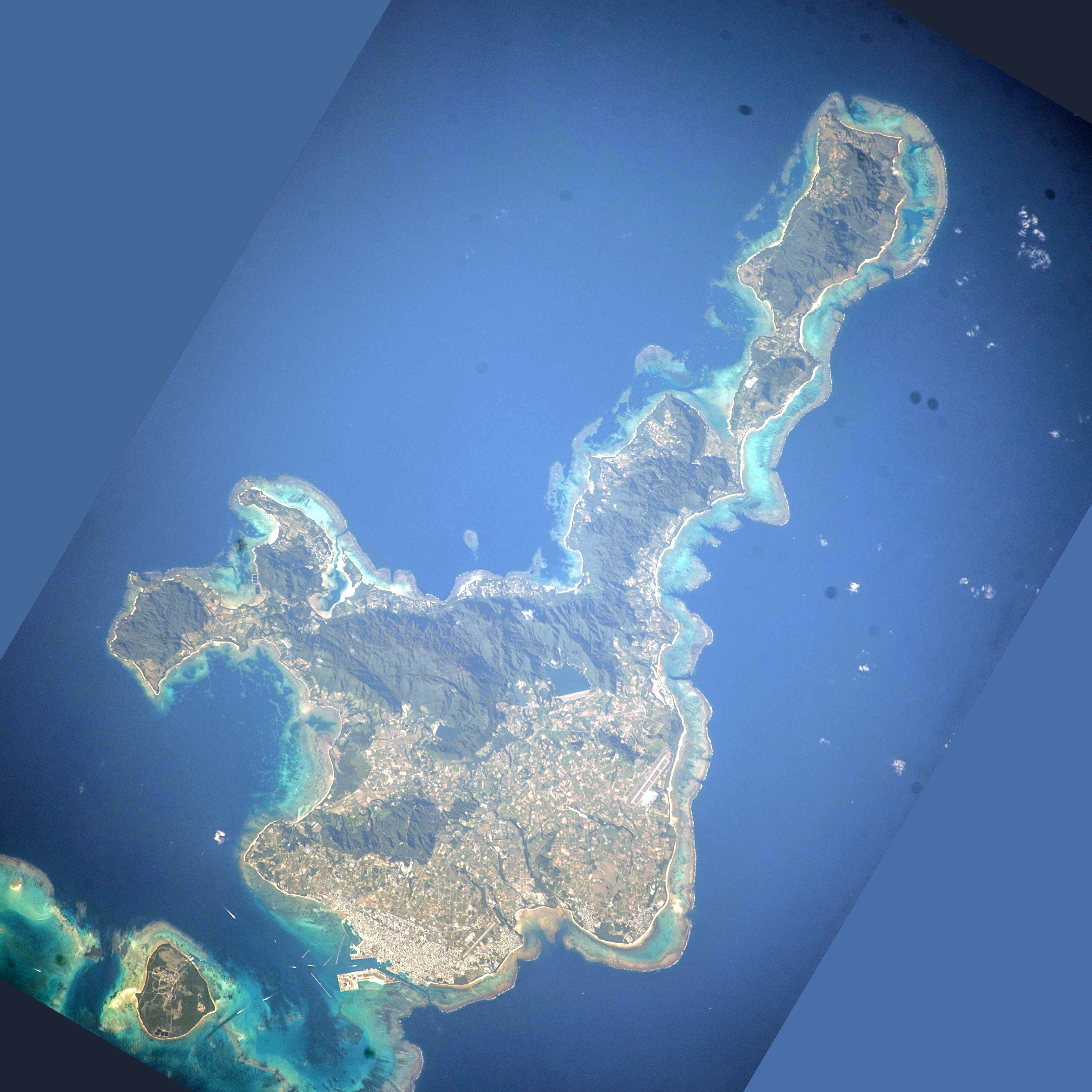
石垣島の衛星写真
北東部に突き出した半島の基端部が野底半島、最もくびれた部分（船越）から先が平久保半島

平久保半島（ひらくぼはんとう）は、八重山諸島の主島である石垣島の北東部から長く突き出した半島。半島の西側の海は東シナ海、東側の海は太平洋である。半島の大半は西表石垣国立公園に指定されている。

## 地理
石垣島の主要部は正方形に近い形状をしており、その北東端から北東方向に野底半島が突き出し、さらにその先に伊原間を基点として平久保半島が伸びている。野底半島と平久保半島を合わせた長さは約18kmである。集落は主に半島の西側に位置し、半島の東側には放牧場が広がる。
平久保半島の最もくびれた辺りは「ふなくやー（船越）」と呼ばれている。太平洋側の長田浜と東シナ海側の伊原間湾の距離はわずか270mほどで、かつては航海の際にわざわざ平久保半島を迂回するよりも船を担いで陸上を越えた方が早かったためこの名が付いた。1771年の明和の大津波の際、船越は平坦な地形が災いして全集落流失の被害に遭った。その翌年に黒島から167人が移住して来てもとの集落から少し離れた場所を開拓した。
半島の先端は平久保崎と呼ばれる岬で平久保埼灯台が立つ。平久保崎の先には、約400m離れて大地離島という無人の小島が存在する。また、石垣島東岸には多くの津波石が見られ、中でも津波によって移動したことが明らかな5箇所の巨礫が「石垣島東海岸の津波石群」として国の天然記念物に指定されているが、そのうちの「安良大かね」は平久保半島の安良に、「バリ石」は伊原間に位置している。

### 山岳
北から
- 山当山（246.9m）
- 安良岳（336.0m）
- 久宇良岳（254.8m）
- はんな岳（238.9m）[2]

### 岬
- 平久保崎（半島の北端）

西側（東シナ海側） 北から
- ダテフ崎
- 北の崎

東側（太平洋側） 北から
- 浦崎
- 岩崎
- 安良崎
- トムル崎[2]

### 河川
西側（東シナ海側） 北から
- 平久保川
- 嘉良川

東側（太平洋側） 北から
- 安良川[2]

### 集落
- 字平久保
  - 平野[10]
  - 平久保[11]
  - 吉野[12]
  - 久宇良[13]
- 字伊原間
  - 明石[14]
  - 伊原間[15]

## 自然
平久保集落の北約1kmには3本のヤエヤマシタンが自生している。この木はかつては八重山諸島各地に自生していたが、現存するのは3本のみであり、1972年5月15日に「平久保のヤエヤマシタン」として国の天然記念物に指定されている（2024年2月21日に「石垣島平久保のヤエヤマシタン自生地」に名称変更）。
また、平久保半島東岸の中北部の安良川付近に分布するハスノハギリは日本最大級の群落を形成しており、2013年10月17日に「平久保安良のハスノハギリ群落」として国の天然記念物に指定されている。

## 教育
- 石垣市立平久保小学校[19]
- 石垣市立明石小学校[20]
- 石垣市立伊原間中学校[21]

## 交通
東運輸が定期路線バスを運行している。同社の停留所は、南から以下の通り。
- 船越
- 伊原間[4]
- 明石
- 久宇良[23]
- 吉野
- 平久保
- 平野[24]